# İsahocalı
İsahocalı ist ein Dorf im Landkreis Kaman in der Provinz Kırşehir in der Türkei. İsahocalı liegt fünf Kilometer südwestlich der Stadt Akpinar, 20 Kilometer nordöstlich der Stadt Kaman, 50 Kilometer westlich der Stadt Kırşehir und 150 Kilometer östlich von Ankara, der Hauptstadt der Republik Türkei. Im Jahr 2018 hatte der Ort 689 Einwohner. Bis 2014 hatte der Ort den Status einer Belediye. Seit der Gebietsreform ist İsahocalı ein Dorf.